# Jamesbrittenia albanensis
Jamesbrittenia albanensis är en flenörtsväxtart som beskrevs av O.M. Hilliard. Jamesbrittenia albanensis ingår i släktet Jamesbrittenia och familjen flenörtsväxter. Inga underarter finns listade i Catalogue of Life.